# Карпанцано
Карпанцано (итал. Carpanzano) — коммуна в Италии, располагается в регионе Калабрия, подчиняется административному центру Козенца.
Население составляет 377 человек, плотность населения составляет 27 чел./км². Занимает площадь 14 км². Почтовый индекс — 87050. Телефонный код — 0984.
Покровительницей коммуны почитается Пресвятая Богородица (Madonna delle Grazie), празднование в четвёртое воскресение сентября.